# Jeden den Ivana Děnisoviče
Jeden den Ivana Děnisoviče (rusky Один день Ивана Денисовича) je novela ruského autora Alexandra Solženicyna vydaná původně v listopadu 1962 v sovětském časopise Novyj Mir. Děj se odehrává v pracovním táboře nedlouho před koncem stalinské éry. Autor ji napsal v roce 1959 a původní název byl Šč-854 (Jeden den jednoho mukla). Pro ruské vydání byla upravena, přesná verze vyšla poprvé ve Francii v roce 1973.

## Obsah knihy
Novela je popisem jednoho obyčejného lednového dne roku 1951 v gulagu na Sibiři, na jehož pozadí je vyprávěn životní příběh čtyřicetiletého vězně Ivana Děnisoviče Šuchova, táborové číslo Šč-854, za války odsouzeného na deset let nucených prací za velezradu. Zachycuje drsné životní podmínky v táboře; zimu, nedostatek jídla, vztahy s dozorci i spoluvězni, hierarchii členů tábora, opakované trestání, často i z malicherných příčin, a těžkou fyzickou práci káranců, v táborovém žargonu „kárů“.

## Česká vydání
Knihu do češtiny přeložili Gabriel Laub (pro časopis Plamen) a Sergej Machonin. Obálka, vazba a ilustrace (vesměs v hnědé barvě dřeva) jsou dílem Stanislava Kolíbala, grafika Vandy Sukové. Knihu vydalo Nakladatelství politické literatury v Praze a vytiskla ji tiskárna Rudého Práva v nákladu 70 250 kusů. Cena byla 7 Kčs. Brožovaná novela má 90 stran. Na obálce je článek o autorovi a pak i o obsahu knihy, objasnění kultu osobnosti Stalina.
- Jeden den Ivana Děnisoviče. Praha : Nakladatelství politické literatury, 1963. 87 s.
- Jeden den Ivana Děnisoviče a jiné prózy. Praha : Svět sovětů, 1965. 295 s.
- Jeden den Ivana Děnisoviče a jiné povídky. Praha : Lidové nakladatelství, 1991. 224 s. ISBN 80-7022-107-0.[p 3]
- Jeden den Ivana Děnisoviče. Praha : Academia, 2000. 310 s. ISBN 80-200-0834-9.
- Jeden den Ivana Děnisoviče. Praha : Academia, 2002. 310 s. ISBN 80-200-0999-X.
- Jeden den Ivana Děnisoviče. Voznice ; Praha : Leda ; Rozmluvy, 2011. ISBN 978-80-7335-278-3.
- Audiokniha Jeden den Ivana Děnisoviče, načetl Miloslav Mejzlík, vydala Audiotéka 2017